# Puechredon
Puechredon – miejscowość i gmina we Francji, w regionie Oksytania, w departamencie Gard.
Według danych na rok 1990 gminę zamieszkiwało 35 osób, a gęstość zaludnienia wynosiła 4 osoby/km² (wśród 1545 gmin Langwedocji-Roussillon Puechredon plasuje się na 865. miejscu pod względem liczby ludności, natomiast pod względem powierzchni na miejscu 816.).